# 비주얼 스튜디오 팀 서비스
비주얼 스튜디오 팀 서비스(VSTS)는 소스 코드 관리 (팀 파운데이션 버전 제어 또는 Git), 보고, 요구 사항 관리, 프로젝트 관리 (애자일 소프트웨어 개발), 테스트 및 출시 관리 기능을 제공하는 마이크로소프트의 제품이다. VSTS는 수많은 통합 개발 환경의 백엔드로 쓸 수 있으나 마이크로소프트 비주얼 스튜디오나 이클립스(윈도 및 비 윈도 플랫폼)의 백엔드로 사용할 때 최상의 이점을 제공하도록 설계되어 있다.

## 기능
‘비주얼 스튜디오 팀 서비스(VSTS)‘는 기존의 ‘Team Foundation Server‘ 의 웹 서비스 버전이다. Team Foundation Server는 설치형 소프트웨어로 앱을 손쉽게 배포하고 관리할 수 있도록 돕는 도구로 Compile (컴파일), Build (빌드), Test (테스트), Publish (배포) 등 분리되어 있던 환경을 한 곳에서 지원하면서 관리하는 데 드는 개발자들의 수고를 덜어주기 위해 개발되었다. 마이크로소프트는 Team Foundation Server를 웹 브라우저에서 바로 이용할 수 있도록, 비주얼스튜디오 팀 서비스라는 명칭 아래 편리하게 개선하여 제공하고 있다.
비주얼 스튜디오 팀 서비스에서 눈에 띄는 기능은 ‘Monaco’ 와 ‘Application Insight’ (응용 프로그램 인사이트) 다. Monaco는 코드 편집 도구를 지칭하며, CSS, HTML, NodeJS 와 같은 웹 기반 기술은 개발 도구가 부족한데, Monaco는 웹 기술에 한해 앱 배포 이전에 바로 편집이나 디버깅을 할 수 있도록 제공한다. Application Insight는 앱의 현재 상황을 실시간으로 확인 할 수 있도록 도와주며, 응용 프로그램이 현재 어떠한 기능을 수행하는지 표시해주고, 속도나 오류들도 수치와 그래프로 표시되어 직관적으로 시각화 해 준다.

## 사용 조건
비주얼 스튜디오 팀 서비스는 누구나 무료로 이용할 수 있으나, 무료 서비스의 경우 개발자 계정을 총 5 개 까지만 등록할 수 있다는 제약 사항이 있으므로, 개발자 5 인 이하의 조직이라면 상업용 · 비상업용 제한 없이 바로 이용할 수 있다.